# Sunday Adelaja
Sunday Adelaja (ryska, vitryska och ukrainska: Сандей Аделаджа, Sandej Adelandzja), född 28 maj 1967 i Ijebu Ode, Nigeria, är grundare och före detta senior pastor för The Embassy of the Blessed Kingdom of God Church i Kiev. Han immigrerade 1986 till Vitryska SSR från Nigeria som elev på stipendium för att studera journalistik. Efter att ha tagit examen och Sovjetunionens upplösning grundade han flera kyrkor som han senare överlämnade till andra pastorer innan han flyttade från Vitryssland till Ukraina i december 1993. 
I Ukraina grundade han ett internationellt nätverk bestående av flera hundra pingstförsamlingar kallad Embassy of God Church. Kyrksamhället är också aktivt i Armenien, Bulgarien, Estland, Finland, Frankrike, Georgien, Italien, Japan, Kanada, Kazakstan, Kenya, Moldavien, Polen, Ryssland, Schweiz, Sverige, Vitryssland, Tadzjikistan, Tjeckien, Tyskland, USA och Uzbekistan.
Adelaja har i Ukraina fått kritik från flera håll, bland annat från andra evangeliska kyrkor, de ortodoxa kyrkorna och från utlandet har kritik kommit från Christian countercult movement. Han har anklagats för inblandning i bedrägerier, ekonomisk brottslighet och utomäktenskapliga förbindelser. Han stängdes 2016 av från sin kyrka i Kiev för ”moraliskt förfall” efter en rad sexskandaler.